# Passiflora helleri
Passiflora helleri je biljka iz porodice Passifloraceae.

## Vanjske poveznice
- Tropicos